# 奧列格·普切拉
奧列格·弗拉基米羅維奇·普切拉（俄语：Олег Владимирович Пчела，羅馬化：Oleg Vladimirovich Pchela，1970年11月14日—），俄羅斯空軍少將、第22近衛重型轟炸機航空師指揮官和俄羅斯空軍遠程航空兵副司令。

## 生平
普切拉出生於1970年7月14日，其於1991年自巴爾瑙爾高等軍事航空飛行員學校畢業。在接下來的十年裡，他在列寧格勒州和羅斯托夫州以及外貝加爾邊疆區服役。
2001年，他被調派進布里亞特共和國吉達的航空部隊，並在服役期間熟習L-39信天翁和蘇-24M轟炸機。其駕駛蘇-24M共25年，並獲得駕駛圖-160戰略轟炸機的許可。
他有一女一子，其女葉卡捷琳娜，自克拉斯諾達爾高等軍事航空飛行員學校畢業，是俄羅斯空天軍第一位也是唯一一位（截至2022年11月底）女性遠程航空飛行員，而其子是民航飛行員。

## 事蹟
2017年，普切拉被任命為第22近衛重型轟炸機航空師指揮官。2020年2月20日，俄羅斯總統弗拉基米爾·普京發佈總統令授予普切拉少將軍銜。
2020年9月19日，普切拉是駕駛圖-160超音速戰略轟炸機的兩名機組人員之一，其創下該類型飛機飛行航程和持續時間的新紀錄。
2022年2月，俄羅斯入侵烏克蘭。普切拉於2022年3月抵達白俄羅斯，對烏克蘭進行空襲。
2024年1月15日，烏克蘭武裝部隊總司令瓦列里·扎盧日內證實在亞速海上空擊落一架A-50預警機及一架伊爾-2攻擊機。同日稍後烏克蘭空軍發言人尤里·伊格納特表示，被擊中的伊爾-2攻擊機在阿納帕機場降落，但受損嚴重，無法修復。
烏克蘭記者安德烈·察普連科（Андрій Цаплієнко）報導指，被擊落的A-50預警機飛行員陳屍在別爾江斯克附近的雪地，據消息指，普切拉是該預警機的機組人員之一。

## 榮譽
- 狙擊手飛行員徽章[1]